# Dendrobium ovatipetalum
Dendrobium ovatipetalum är en orkidéart som beskrevs av Johannes Jacobus Smith. Dendrobium ovatipetalum ingår i släktet Dendrobium, och familjen orkidéer. Inga underarter finns listade i Catalogue of Life.